# Geoffroy III de Penthièvre
Geoffroy III de Penthièvre, mort en 1205 est le fils cadet du comte de Penthièvre Rivallon de Penthièvre. Il fut comte de Lamballe et de Penthièvre de 1164 à 1205.

## Biographie
Il succéda à son oncle Étienne II le Lépreux sans héritier. En 1177, il confirme à l'Abbaye Saint-Aubin des Bois, qui est une fondation familiale, les donations faites par son grand-père Geoffroy II de Penthièvre, son père Rivallon et son oncle Étienne le Lépreux.
Geoffroy III n'ayant pas d'enfants, peu de temps avant sa mort, il lègue avec la confirmation du roi Philippe Auguste et l'assentiment de la famille de Tournemine, seigneurs de la Hunaudaye, le comté de Penthièvre et son « droit d'aînesse », soit l'ensemble des droits qu'il détenait sur la Bretagne à Alain de Goëlo.

## Source
- Frédéric Morvan la Chevalerie de Bretagne et la formation de l'armée ducale 1260-1341 Presses Universitaires de Rennes, Rennes 2009,  (ISBN 9782753508279) « Généalogie no 3 : les Eudonides (branche cadette de la maison de Rennes) »
- Frédéric Morvan, « Les règlements des conflits de succession dans la noblesse bretonne au XIIIe siècle », 2010,, [lire en ligne], consulté le 8 octobre 2013.
- Stéphane Morin, Trégor, Goëlo, Penthièvre. Le pouvoir des Comtes de Bretagne du XIe au XIIIe siècle, Rennes, Presses universitaires de Rennes & Société d'émulation des Côtes-d'Armor, 2010, 406 p. (ISBN 9782753510128)